# Devin Millar
Pour les articles homonymes, voir Millar.
 (novembre 2023).
La mise en forme du texte ne suit pas les recommandations de Wikipédia : il faut le « wikifier ».
Les points d'amélioration suivants sont les cas les plus fréquents. Le détail des points à revoir est peut-être précisé sur la page de discussion.
- Les titres sont pré-formatés par le logiciel. Ils ne sont ni en capitales, ni en gras.
- Le texte ne doit pas être écrit en capitales (les noms de famille non plus), ni en gras, ni en italique, ni en « petit »…
- Le gras n'est utilisé que pour surligner le titre de l'article dans l'introduction, une seule fois.
- L'italique est rarement utilisé : mots en langue étrangère, titres d'œuvres, noms de bateaux, etc.
- Les citations ne sont pas en italique mais en corps de texte normal. Elles sont entourées par des guillemets français : « et ».
- Les listes à puces sont à éviter, des paragraphes rédigés étant largement préférés. Les tableaux sont à réserver à la présentation de données structurées (résultats, etc.).
- Les appels de note de bas de page (petits chiffres en exposant, introduits par l'outil «  Source ») sont à placer entre la fin de phrase et le point final[comme ça].
- Les liens internes (vers d'autres articles de Wikipédia) sont à choisir avec parcimonie. Créez des liens vers des articles approfondissant le sujet. Les termes génériques sans rapport avec le sujet sont à éviter, ainsi que les répétitions de liens vers un même terme.
- Les liens externes sont à placer uniquement dans une section « Liens externes », à la fin de l'article. Ces liens sont à choisir avec parcimonie suivant les règles définies. Si un lien sert de source à l'article, son insertion dans le texte est à faire par les notes de bas de page.
- La présentation des références doit suivre les conventions bibliographiques. Il est recommandé d'utiliser les modèles {{Ouvrage}}, {{Chapitre}}, {{Article}}, {{Lien web}} et/ou {{Bibliographie}}. Le mode d'édition visuel peut mettre en forme automatiquement les références.
- Insérer une infobox (cadre d'informations à droite) n'est pas obligatoire pour parachever la mise en page.

Pour une aide détaillée, merci de consulter Aide:Wikification.
Si vous pensez que ces points ont été résolus, vous pouvez retirer ce bandeau et améliorer la mise en forme d'un autre article.
 (novembre 2023).
Devin Millar (né le 6 avril 2000) est un chanteur, auteur-compositeur, producteur de musique, créateur de contenu et animateur américain. Lui et sa musique ont été présentés aux côtés de Voodoo Donut et de leur label interne et Cavity Search Records. Il a ensuite commencé sa propre carrière et s'est fait connaître en ligne pour son utilisation de thèmes contestataires et de mode féminine et enfantine, en plus de l'animation utilisée dans ses vidéoclips, ce qui lui a valu une base de fans sur YouTube. Sa musique est définie comme de l'eurodance combinée à de la musique EDM et pop.

## vie et carrière
Il vit et a grandi à Yacolt, Washington, et a pris des cours de chant auprès d'un ami de sa famille pendant une courte période, mais s'est autodidacte à l'oreille pour la production de musique dance. Il a commencé sa carrière musicale avec « Crack & Collide » en tant qu'Extended play
En 2015, il a sorti une chanson intitulée « Fedora » en single Il a été signé par Voodoo Donut Recordings, puis a sorti un EP intitulé "Je suis une célébrité",,, et a participé au concours de talents de son école cette année-là et a gagné.
Plus tard en 2017, son premier album « Delinquents » est sorti en plus d'une version « acoustique » de celui-ci,,. Il sort ensuite un single intitulé « Adolescence » sur Cavity Search Records,. La chanson a été présentée dans la série dramatique basée sur Hulu, Shut Eye et quatre vidéoclips ont été créés pour accompagner ces sorties. Les vidéos ont également été utilisées pour promouvoir ses performances à Austin, au Texas, lors du SXSW de 2017. Selon un communiqué de presse, il s'est également produit avec Mega Pixel, Velvet et Roselit Bone lors du même événement en guise de spectacle gratuit.
Plus tard, Devin est revenu à la musique et a changé son image en un groupe virtuel mettant en vedette des personnages animés. Il a commencé à créer des vidéos et des chansons animées influencées par la culture des années 90 et 2000 et par les médias pour enfants. Ses singles "Doll Life" et "Unite" sont sortis,. Il a sorti "Soulers" comme deuxième album.
Les vidéoclips de ses singles « Hoody » et « BFD » ont été téléchargés sur YouTube et diffusés sur des services de streaming tels que Spotify et Apple Music. Il a ensuite sorti le single "Snack Shack" avec Isabella Dougherty, ainsi que "Children With Squirt Guns" et "ElectroVoice" pour les albums,.
Il a ensuite sorti un single intitulé "Welcome To The Beach" avec Evelyn.

## Talent artistique
Devin a une attitude contestataire et souhaite mettre fin aux doubles standards car il pense que cela ruine le pouvoir créatif de l'artiste. Il souhaite être perçu comme normal par le public.
Les inspirations de Devin incluent Aqua et Vengaboys et décrit son style comme la « fille d'à côté » et la « fille du fermier ».

## Discographie
Albums
- Fissure et collision (2015)
- Je suis une célébrité (2015)
- Délinquants (2017)
- Délinquants (version acoustique) (2017)
- Soulers (2022)
- Enfants avec des pistolets à eau (2022)
- ÉlectroVoix (2023)

Simple
- "Fedora" (2015)
- «Adolescence» (2016)
- «Grand et humble (feat. Hailey George)» (2018)
- "Tonya (Pompe Tonya)" (2018)
- « Unis » (2022)
- « Fête du thé » (2022)
- "Comme KAAN" (2022)
- « Courez vers moi (feat. Hailey George) » (2022)
- « Sweat à capuche » (2022)
- « BFD » (2022)
- "Papa" (2022)
- « Rougir » (2022)
- « Axer ma maison » (2022)
- "Snack Shack (feat. Isabella Dougherty)" (2022)
- "Réveillez-vous" (2023)
- "Le soleil viendra" (2023)
- "J'ai eu de la chance" (2023)
- "Amour inconditionnel" (2023)
- "Le retour de l'adolescence" (2023)
- "Bienvenue à la plage (feat. Evelyn)" (2023)